# Patrick Foster
Patrick Foster (* 28. Juni 1977) ist ein ehemaliger irischer Squashspieler.

## Karriere
Patrick Foster war von 1997 bis 2004 als Squashspieler auf der PSA World Tour aktiv und gewann auf dieser einen Titel bei insgesamt zwei Finalteilnahmen. Seine höchste Platzierung in der Weltrangliste erreichte er mit Rang 75 im August 2001. Mit der irischen Nationalmannschaft nahm er 1999 und 2001 an der Weltmeisterschaft teil. Außerdem stand er mehrfach im irischen Kader bei Europameisterschaften und auch 1999 beim WSF World Cup.
Im Jahr 2000 erreichte er das Halbfinale der irischen Meisterschaften. Nach seiner aktiven Karriere arbeitete er 15 Jahre lang als Squashtrainer auf Bermuda, wo er Director of Squash beim bermudischen Squashverband war, ehe er 2020 einen Trainerposten in London annahm.

## Erfolge
- Gewonnene PSA-Titel: 1